# جوطية

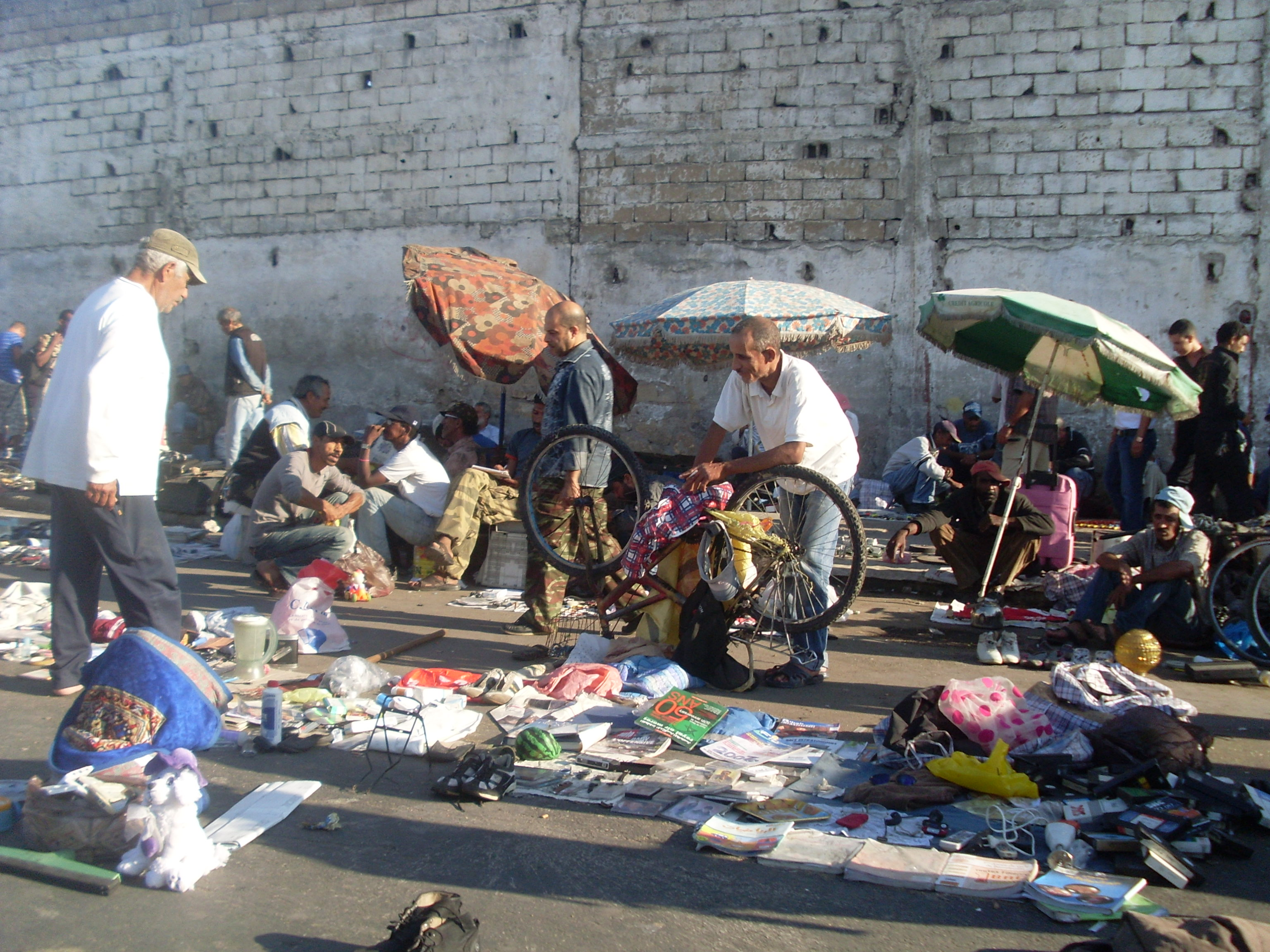
جوطية بالدار البيضاء

الجُوطِية هو سوق للخردة، ينعقد يوميا أو أسبوعيا في مدن المغرب على الأرصفة بجانب الطرق أو في الخلاء، تباع فيه الأشياء القديمة أو المستعملة بواسطة الدلال أو السمسار، كما كان يحدث قديما. وهو فضاء مميز في المجتمع المغربي.
بعض التفسيرات العامية ترى أن كلمة «جوطية» مشتقة في الأصل من كلمة فرنسية؛ «جوطي» أو «جوطبل»، وتعني الشيء المهمل، لكن الأدبيات المغربية تذكرها قبل دخول التأثير اللغوي الفرنسي على المغرب. فالرحالة الصفار ذكرها خلال رحلته لباريس سنة 1846، مما يدل على أن المصطلح أقدم من الاحتلال الفرنسي للمغرب، وذكرها على هذا الشكل: «وليس عندهم في أسواقهم جوطيات يباع فيها بالسماسرة كما عندنا» ويرى البعض علاقة بين اسم القرية التاريخية «جوطة» وكلمة جوقة لأنها كانت سوقا كبرى يجتمع فيها أهل تلك النواحي ويتجوقون فهي «جوقة» ثم تحولت ل«جوطة» حتى صارت جوطية.
يمكن أن تجد في هذه الأسواق الكتب المستعملة وقطع الأثاث واللوحات الفنية وقطع ديكور منزلية أو مكتبية، ومعدات إلكترونية وكهربائية. وليس المكان للشراء فقط، إذ إن كثيرين يحملون إليها مقتنياتهم من ديكورات وأثاث منازل وبعض الآلات والمعدات، لبيعها لتجار الجوطية. ومن بين السلع الأكثر رواجا، الملابس المستعملة القادمة من أوروبا، وتأتي على شكل «بالات» جمع «بالة» وهو لفظ يطلق على الرزمة التي توضع فيها الملابس المستعملة، وهذه الرزمات تكون غالبا من القماش.

## صور

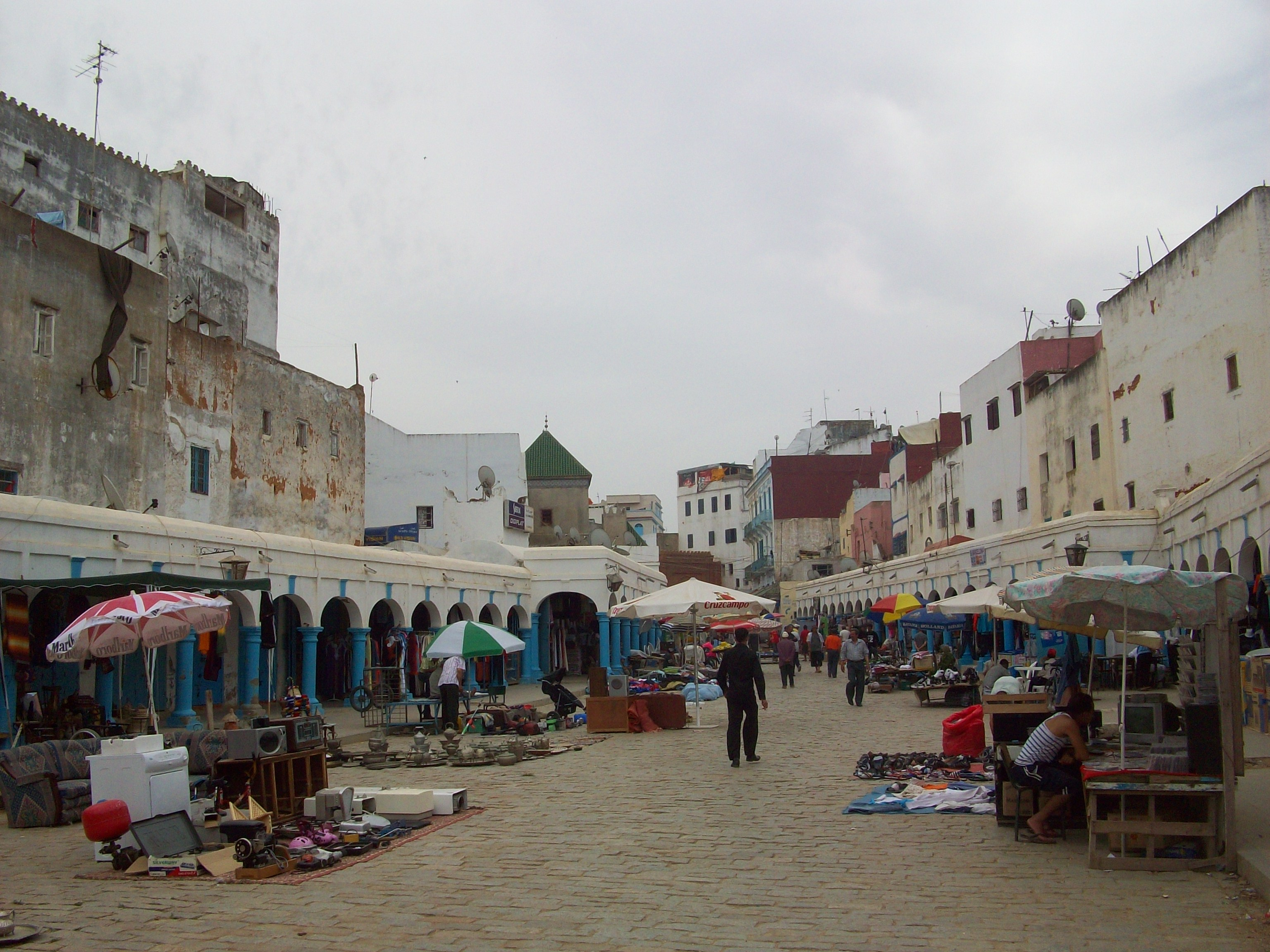
جوطية في العرائش
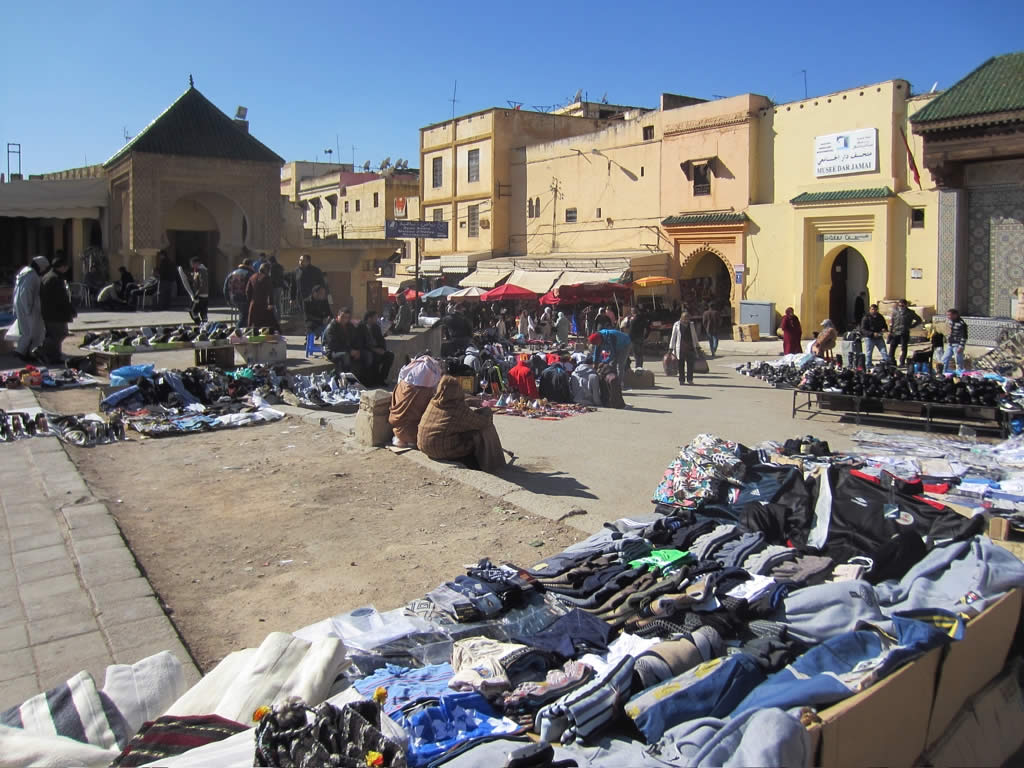
جوطية في مكناس

## راجع أيضا
- جوطة